# セオドア・ルーズベルト賞 (NCAA)
セオドア・ルーズベルト賞 (Theodore Roosevelt Award) は、NCAAが大学時代にスポーツで活躍し、卒業後に顕著な活躍をしている人物に対して贈る賞である。NCAAの発足に指導力を発揮したアメリカ合衆国大統領、セオドア・ルーズベルトにちなんだこの賞はこれまで4人のアメリカ合衆国大統領、ドワイト・D・アイゼンハワー、ジェラルド・フォード、ロナルド・レーガン、ジョージ・H・W・ブッシュも受賞している。

## 受賞者
| 受賞年 | 受賞者                               | 所属大学                              | 種目                                             | 備考 |
| ------ | ------------------------------------ | ------------------------------------- | ------------------------------------------------ | --- |
| 1967年 | ドワイト・D・アイゼンハワー          | 陸軍士官学校                          | アメリカンフットボール                           | アメリカ合衆国大統領                                                                                           |
| 1968年 | レヴァレット・ソルトンストール       | ハーバード大学                        | ボート                                           | マサチューセッツ州知事、アメリカ合衆国上院議員                                                                 |
| 1969年 | バイロン・ホワイト                   | コロラド大学ボルダー校                | アメリカンフットボール、バスケットボール         | 合衆国最高裁判所判事                                                                                           |
| 1970年 | フレデリック・L・ホブデ              | ミネソタ大学                          | アメリカンフットボール                           | パデュー大学学長                                                                                               |
| 1971年 | クリストファー・クラフト             | バージニア工科大学                    | 野球                                             | アポロ計画時のジョンソン宇宙センター長                                                                         |
| 1972年 | ジェローム・H・ホーランド            | コーネル大学                          | アメリカンフットボール                           | 駐スウェーデン大使、アフリカ系アメリカ人学生へのサポートを推し進めた。                                         |
| 1973年 | オマール・ブラッドレー               | 陸軍士官学校                          | 野球                                             | アメリカ統合参謀本部議長、アメリカ陸軍参謀総長                                                                 |
| 1974年 | ジェシー・オーエンス                 | オハイオ州立大学                      | 陸上競技                                         | ベルリンオリンピックで4つの金メダルを獲得した。                                                                |
| 1975年 | ジェラルド・R・フォード              | ミシガン大学                          | アメリカンフットボール                           | アメリカ合衆国大統領                                                                                           |
| 1976年 | トム・ハミルトン                     | 海軍兵学校                            | アメリカンフットボール、バスケットボール、野球   | 空母エンタープライズ (CV-6)に座乗、レイテ沖海戦、硫黄島の戦いなどに参加した。                                  |
| 1977年 | トム・ブラッドリー                   | UCLA                                  | アメリカンフットボール、陸上競技                 | ロサンゼルス市長を5期20年務めた。                                                                              |
| 1978年 | ジェラルド・B・ゾーナウ              | ロチェスター大学                      | アメリカンフットボール、バスケットボール、野球   | イーストマン・コダック会長、フォード大統領下で「President's Commission on Olympic Sports」の初代会長を務めた。 |
| 1979年 | オーティス・チャンドラー             | スタンフォード大学                    | 陸上競技                                         | ロサンゼルス・タイムズの編集者。                                                                               |
| 1980年 | デントン・クーリー                   | テキサス大学オースティン校            | バスケットボール                                 | アメリカの心臓外科医の草分け。                                                                                 |
| 1981年 | アート・リンクレター                 | サンディエゴ州立大学                  | バスケットボール、水泳                           | テレビ、ラジオパーソナリティ                                                                                   |
| 1982年 | ビル・コスビー                       | テンプル大学                          | アメリカンフットボール                           | 黒人俳優・エンターテイナーの第一人者                                                                           |
| 1983年 | アーノルド・パーマー                 | ウェイクフォレスト大学                | ゴルフ                                           | 世界ゴルフ殿堂入り選手、マスターズゴルフトーナメントには歴代最多の50回出場                                     |
| 1984年 | ウィリアム・P・ローレンス            | 海軍兵学校                            | バスケットボール、アメリカンフットボール、テニス | 海軍兵学校校長                                                                                                 |
| 1985年 | ロベン・ライト・フレミング           | ベロイト大学                          |                                                  | ウィスコンシン大学マディソン校学長、ミシガン大学学長                                                           |
| 1986年 | ジョージ・H・W・ブッシュ             | イェール大学                          | 野球                                             | アメリカ合衆国副大統領（後に大統領）                                                                           |
| 1987年 | ウォルター・J・ゼイブル              | ウィリアム・アンド・メアリー大学      | アメリカンフットボール                           | 実業家。キュービックコーポレーションのCEO                                                                      |
| 1988年 | 推薦なし                             |                                       |                                                  | |
| 1989年 | ポール・エバート                     | コーネル大学                          | バスケットボール、野球                           | アメリカ外科界の権威                                                                                           |
| 1990年 | ロナルド・レーガン                   | ユーリカ大学                          | アメリカンフットボール                           | アメリカ合衆国大統領                                                                                           |
| 1991年 | アリシア・ギブソン                   | フロリダ農工大学                      | テニス                                           | 国際テニス殿堂入り選手、黒人テニス選手の草分け。                                                               |
| 1992年 | ジャック・ケンプ                     | オキシデンタル大学                    | アメリカンフットボール                           | アメリカ合衆国下院議長                                                                                         |
| 1993年 | アンドリュー・ラマー・アレクサンダー | ヴァンダービルト大学                  | 陸上競技                                         | アメリカ合衆国教育長官、テネシー州知事。                                                                       |
| 1994年 | レイファー・ジョンソン               | UCLA                                  | 陸上競技                                         | ローマオリンピック金メダリスト、ロサンゼルスオリンピック最終聖火ランナー                                       |
| 1995年 | ボブ・マサイアス                     | スタンフォード大学                    | 陸上競技                                         | ロンドンオリンピック、ヘルシンキオリンピック金メダリスト。全米オリンピック・トレーニングセンター管理者。       |
| 1996年 | ジョン・ウッデン                     | パデュー大学                          | バスケットボール                                 | カレッジバスケットボールコーチ。NCAAトーナメントで7年連続を含む10回優勝している。                              |
| 1997年 | ウィリアム・ポーター・ペイン         | ジョージア大学                        | アメリカンフットボール                           | オーガスタ・ナショナル・ゴルフクラブ会長、1996年アトランタオリンピック大会委員長                               |
| 1998年 | ボブ・ドール                         | ウォッシュバーン大学                  | バスケットボール                                 | 1996年アメリカ合衆国大統領選挙共和党候補、アメリカ合衆国上院院内総務                                           |
| 1999年 | ビル・リチャードソン                 | タフツ大学                            | 野球                                             | アメリカ合衆国商務長官、ニューメキシコ州知事                                                                   |
| 2000年 | ロジャー・ストーバック               | 海軍兵学校                            | アメリカンフットボール                           | プロフットボール殿堂入り選手、第6回スーパーボウルMVP                                                           |
| 2001年 | ウィリアム・コーエン                 | ボウディン大学                        | バスケットボール                                 | アメリカ合衆国国防長官、アメリカ合衆国上院議員                                                                 |
| 2002年 | ユーニス・ケネディ・シュライバー     | スタンフォード大学                    | 水泳、陸上競技                                   | スペシャルオリンピックス創設者、ジョン・F・ケネディの妹                                                        |
| 2003年 | ドナ・デバロナ                       | UCLA                                  | 水泳                                             | 東京オリンピック金メダリスト、Women's Sports Foundation初代会長                                                |
| 2004年 | アラン・ペイジ                       | ノートルダム大学                      | アメリカンフットボール                           | プロフットボール殿堂入り選手                                                                                   |
| 2005年 | サリー・ライド                       | スタンフォード大学                    | テニス                                           | 宇宙飛行士、物理学者                                                                                           |
| 2006年 | ロバート・クラフト                   | コロンビア大学                        | アメリカンフットボール                           | ニューイングランド・ペイトリオッツオーナー                                                                     |
| 2007年 | ポール・タグリアブー                 | ジョージタウン大学                    | バスケットボール                                 | NFLコミッショナー                                                                                              |
| 2008年 | ジョン・ハーシェル・グレン           | マスキンガム大学                      | アメリカンフットボール                           | 宇宙飛行士、アメリカ合衆国上院議員                                                                             |
| 2009年 | マデレーン・オルブライト             | ウェルズリー大学                      | 水泳、ボート、フィールドホッケー                 | アメリカ合衆国国務長官                                                                                         |
| 2010年 | ジョージ・J・ミッチェル              | ボウディン大学                        | バスケットボール                                 | アメリカ合衆国上院院内総務、ウォルト・ディズニー・カンパニー会長                                               |
| 2011年 | アン・ダンウッディ                   | SUNYコートランド                      | 体操・テニス                                     | アメリカ軍史上初の女性大将                                                                                     |
| 2012年 | ウィル・アレン                       | マイアミ大学                          | バスケットボール                                 | 元プロバスケットボール選手、都市農業の草分け                                                                   |
| 2013年 | トニー・ダンジー                     | ミネソタ大学                          | アメリカンフットボール                           | アメリカンフットボール元選手・元コーチ。バッカニアーズとコルツを何度もプレーオフへ導いた名将。                 |
| 2014年 | ビリー・ミルズ                       | ハスケルインディアン大学 カンザス大学 | 陸上競技                                         | 東京オリンピック金メダリスト                                                                                   |
| 2015年 | マニー・ジャクソン                   | イリノイ大学アーバナ・シャンペーン校  | バスケットボール                                 | ハーレム・グローブトロッターズ元オーナー                                                                       |
| 2016年 | ピーター・ユベロス                   | サンノゼ州立大学                      | 水球                                             | 1984年ロサンゼルスオリンピック大会組織委員長、元MLBコミッショナー                                              |
| 2017年 | ベス・ブルック                       | パデュー大学                          | バスケットボール                                 | アーンスト・アンド・ヤング公共政策担当グローバル・バイスチェア                                                 |
| 2018年 | バリー・E・ウィルモア                | テネシー工科大学                      | アメリカンフットボール                           | 宇宙飛行士 |
| 2019年 | ロバート・L・カスレン                | 陸軍士官学校                          | アメリカンフットボール                           | 陸軍士官学校教育長                                                                                             |
| 2020年 | ボブ・デラニー                       | ニュージャージーシティ大学            | バスケットボール                                 | サウスイースタン・カンファレンス審判開発・パフォーマンス特別顧問                                               |